# Delaneau

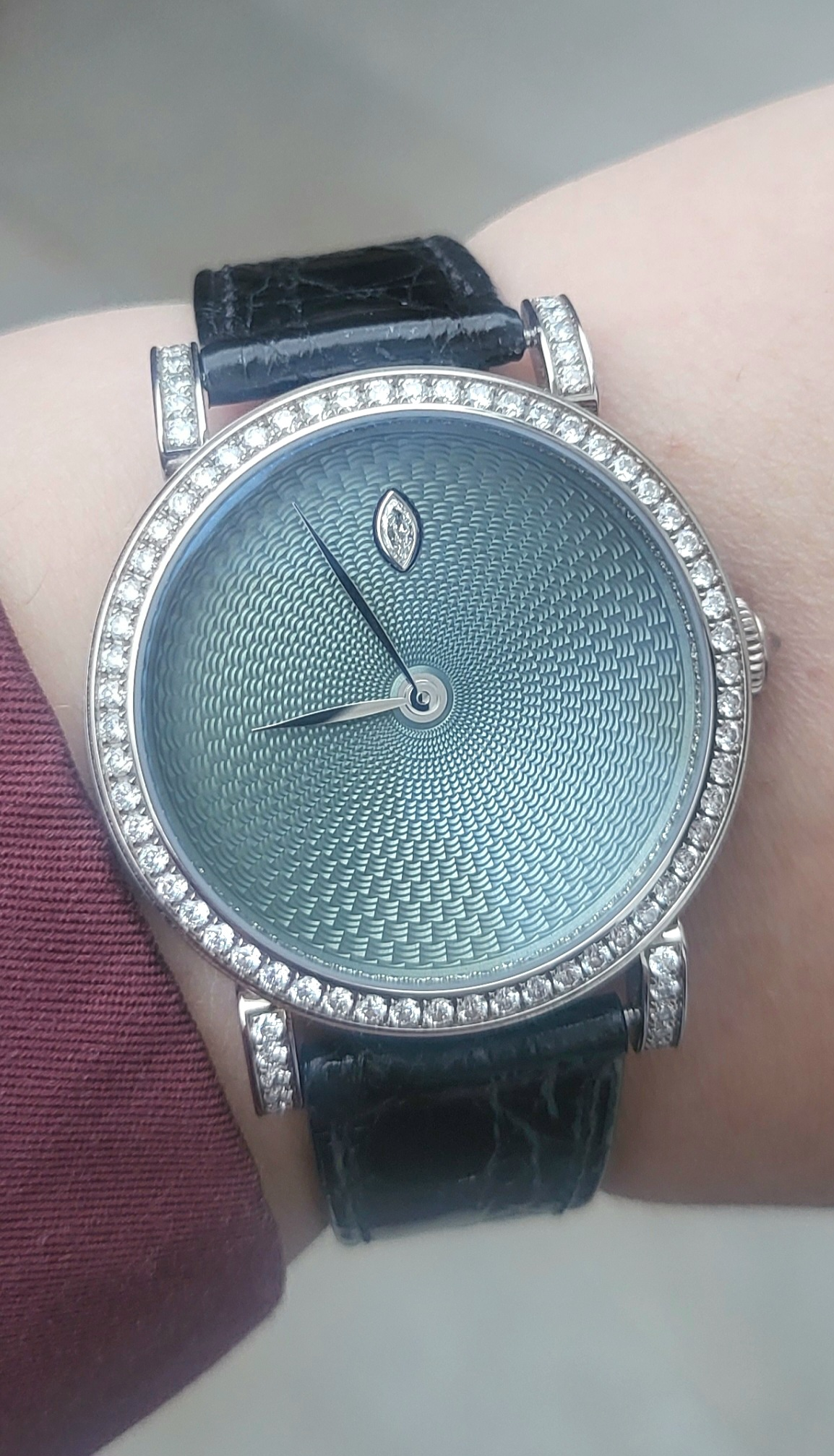
Delaneau modell: Rondo 36

Delaneau, skrivs även DeLaneau,  ursprungligen Delano, är ett klockmärke grundat i Schweiz 1949 med fokus på damklockor.

## Historia
Företaget grundades av Albert Kneuss 1949 och leddes av Rolf Tschudin och hans arvingar från 1954. Företaget såldes till Philippe Thévenaz och Cristina Wendt-Thévenaz hösten 1997. År 2004 introducerade Delaneau den första tourbillon-klockan för kvinnor, skapad i samarbete med Christophe Claret. Företaget lade till en klocka med "hoppande timmar" i sin kollektion 2007. Efter finanskrisen 2008 minskade försäljningen av lyxklockor globalt och Delaneau meddelande i november 2011 att David Gouten utsetts till ny VD för att styra företaget i en ny riktning. Gouten hade tidigare jobbat på Harry Winston, i rollen som vice VD för försäljning i 10 år.

## Försäljning och nya ägare
Efter att ha fått rollen kreativ chef våren 2009 tog Brigitte Morina över ansvaret för hela företagets klocktillverkning. Hennes första initiativ var att företaget skulle fokusera på unika handgjorda klockor som endast gick att få via specialbeställning. Därtill skulle företaget erbjuda ett permanent sortiment av 50 unika klockor per år. Samma år skedde även en kraftig prishöjning. Året efter fick  Delaneau pris från Grand Prix d'Horlogerie de Genève (GPHG), vilket anses vara det finaste priset i klockbranschen. Delaneau vann i kategorin "Bästa kvinnliga klocka" med modellen Delaneau Rondo Translucent Champagne. Året efter gjorde Delaneau en limiterad kollektion i samma stil, kollektionen hette Rondo Translucent och bestod av unika klockor, ingen klocka exakt likadan. Priset började på 55 000 CHF vilket motsvarade runt 640 000 SEK år 2014. 
Företaget ligger vilande sedan en konkursansökan lämnades in och godkändes i Schweiz 2019 företaget är dock fortfarande registrerat i Monaco.